# Kalcium-hidrid
A kalcium-hidrid szervetlen vegyület, képlete CaH2. Alkáliföldfém-hidrid. E szürke (tiszta állapotban fehér) por erősen reagál vízzel, hidrogént felszabadítva. Így exszikkánsként használják.
Sószerű hidrid, vagyis szerkezete ionos. Az alkálifémek és a berilliumnál nehezebb alkáliföldfémek mind sószerű hidridet alkotnak. Ismert példa erre a nátrium-hidrid, mely NaCl-rácsot vesz fel. Ezek oldhatatlanok a velük nem reagáló oldószerekben. A CaH2 PbCl2-rácsban (kotunnitrács) kristályosodik.

## Előállítás
A kalcium-hidridet elemeiből állítják elő 300–400 °C-on.

## Használat

### Fém-oxidok redukciója
A CaH2 a titán, a vanádium, a nióbium, a tantál és az urán oxidjaiból a megfelelő fémet előállító redukálószer. Feltehetően Ca-má való bomlással működik:
{\displaystyle {\ce {TiO2 + 2 CaH2 -> Ti + 2 CaO + 2 H2}}}

### Hidrogénforrás
A CaH2-et használják hidrogéntermelésre. Az 1940-es években Hydrolith néven volt kapható hidrogénforrás:
A vegyület márkaneve a Hydrolith; vészhelyzet esetén hordozható hidrogénforrásként használható léghajók töltésére. E használatra viszonylag drága.
A vészhelyzet feltehetően hadi célokat jelentett. Azonban a vegyületet évtizedekig biztonságos és egyszerű módszerként használták időjárásjelző léggömbök felfújására. Ezenkívül gyakran használják kevés tiszta hidrogén termelésére kísérletekhez. Az üzemanyagok nedvességtartalmát a CaH2-del való kezeléskor felszabaduló hidrogén mennyiségével becsülik.

### Szárításban
A CaH2 reakciója vízzel az alábbi egyenlet szerint történik:
{\displaystyle {\ce {CaH2 +2 H2O ->Ca(OH)2 +2 H2}}}
A két termék, a hidrogén és a Ca(OH)2 könnyen elválnak a szárított oldószertől.
A kalcium-hidrid viszonylag enyhe szárítószer és a molekulaszűrőknél feltehetően kevésbé hatlékony. Használata biztonságosabb a reaktívabb anyagokénál, például a nátriuménál vagy a nátrium-kálium ötvözeténél. Bázikus oldószerek, például aminok és piridin, valamint alkoholok szárítására használják.
Könnyű kezelhetősége ellenére vannak hátrányai:
- Nem oldódik a vele nem reagáló oldószerekben, szemben a LiAlH4-del, így a szárítás sebessége lassú lehet.
- Mivel a CaH2 és a Ca(OH)2 ránézésre szinte megkülönböztethetetlen, egy CaH2-minta minősége szemrevételezéssel nem ellenőrizhető.

### Történet
Először Clemens Winkler határozta meg a vegyület szerkezetét kalcium-oxid és magnéziumpor reakciójával hidrogénatmoszférában. Lengyel Béla állította először elő elemeiből 1895-ben a kalcium-hidridet.
Az atlanti csatában a német tengeralattjárók kalcium-hidridet használtak szonárzavarásra.

## További kalcium-hidridek
Bár a kalcium-hidrid gyakran a CaH2 képletű vegyületet jelenti, számos molekuláris kalcium-hidrid is ismert, például a Ca(μ-H)(thf)(nacnac)2.

## Fordítás
Ez a szócikk részben vagy egészben  a   Calcium hydride című angol Wikipédia-szócikk ezen változatának fordításán alapul.  Az eredeti cikk szerkesztőit annak laptörténete sorolja fel. Ez a jelzés csupán a megfogalmazás eredetét és a szerzői jogokat jelzi, nem szolgál a cikkben szereplő információk forrásmegjelöléseként.